# مایکون (بازیکن فوتبال، زاده ۱۹۸۵)
مایکون تیاگو پریرا دی سوزا (به پرتغالی: Maicon Thiago Pereira de Souza) هافبک اهل برزیل است که در شهر ریودو ژانیرو و در تاریخ ۱۴ سپتامبر ۱۹۸۵ به دنیا آمده‌است.
مایکون تیاگو پریرا دی سوزا در تیم‌های فوتبال Fluminense سابقهٔ حضور دارد.